# Catalunya durant la Segona Guerra Mundial
Quan l'any 1939 va esclatar la Segona Guerra Mundial a Europa, el sud de Catalunya formava part d'Espanya durant el govern del dictador Francisco Franco, que va declarar la neutralitat d'Espanya en el conflicte. El país va quedar devastat per la recentment acabada Guerra Civil espanyola, que va suposar la derrota de la Segona República Espanyola i la creació de l'Estat Espanyol, i Catalunya, que era una regió autònoma sota el govern republicà (1931-1939) va perdre tots els seus òrgans d'autogovern quan l'exèrcit colpista va ocupar la zona.
Tanmateix, malgrat que Espanya va ser oficialment neutral a la Segona Guerra Mundial, el conflicte va afectar en diferents graus el territori català i els catalans que vivien fora, així com les seves institucions a l'exili.

## Preludi
La fortament industrialitzada Catalunya va recuperar part de la seva autonomia poc després de la proclamació de la Segona República Espanyola el 14 d'abril de 1931. Va reestablir el seu propi govern, la Generalitat de Catalunya, i va rebre un Estatut d'Autonomia el 1932. En aquells anys tant el Parlament i la Generalitat van ser dominats per Esquerra Republicana de Catalunya (ERC) després de les seves primeres eleccions el novembre de 1932. Sota la presidència de Francesc Macià (1931-1933) i d'el seu successor polític Lluís Companys (1933-1940), tots dos membres d'ERC, la Generalitat va intentar posar en marxa un programa social avançat, malgrat les dificultats internes. Aquest període va estar marcat pel malestar polític, els efectes de la crisi econòmica i les seves repercussions socials.
Pel que fa al moviment obrer, el sindicat anarquista CNT (el més gran de Catalunya de l'època) havia estat actiu durant tot el període, convocant manifestacions, vagues generals i algunes proclamacions del comunisme llibertari, mentre que els partits marxistes anirien unint-se progressivament amb el formació del Partit Obrer d'Unificació Marxista (POUM) el setembre de 1935 i el prosoviètic Partit Socialista Unificat de Catalunya (PSUC) el juliol de 1936.
La derrota de la rebel·lió militar contra el govern republicà a Barcelona va situar Catalunya fermament al bàndol republicà de la Guerra Civil espanyola. Al començament de la guerra, a Catalunya hi havia dos poders rivals: el poder de jure de la Generalitat i el poder de facto de les diferents milícies populars armades. Els violents enfrontaments entre alguns partits obrers (CNT-FAI i POUM contra el PSUC) van culminar amb la derrota dels primers durant els coneguts com fets de maig el 1937. La situació per tant es va resoldre progressivament a favor de la Generalitat, però paral·lelament la Generalitat anava perdent parcialment el poder autonòmic dins l'Espanya republicana. L'any 1938 les tropes feixistes van trencar en dos el territori republicà, aïllant Catalunya de la resta de la República. La derrota de l'exèrcit republicà a la batalla de l'Ebre va comportar als anys 1938 i 1939, la derrota definitiva de les forces republicanes catalanes a l'ofensiva de Catalunya, que van abolir l'autonomia catalana i la van introduir a Espanya pròpiament dita.

## Exili
Després de la caiguda de Barcelona, el 26 de gener de 1939, els govern republicà català i espanyol va marxar cap a la frontera nord i, poc després de la caiguda de Girona, van travessar la frontera francesa; el president de Catalunya, Lluís Companys, ho va fer el 5 de febrer, al costat de milers de refugiats que van intentar fugir de l'avanç feixista. La Generalitat de Catalunya va prendre el camí de l'exili amb molts problemes, entre ells, la manca de recursos econòmics i les disputes entre sectors del nacionalisme català. Esquerra Republicana de Catalunya, el partit polític més rellevant durant l'època republicana, va perdre molts dels seus militants durant la guerra i la repressió franquista, tant que la seva estructura institucional gairebé va desaparèixer.
A causa d'aquests problemes, Companys, establert a París, no va poder constituir un govern català a l'exili. Tampoc el Parlament no es va poder reunir, com a conseqüència, la presidència era l'única representació efectiva de la Generalitat, per la qual cosa Companys va decidir crear el Consell Nacional de Catalunya. Havia de ser un òrgan de representació nacional a l'exili, format per cinc cinc personalitats culturals, sota la presidència de Pompeu Fabra.

## Presència de les forces de l'eix a Catalunya

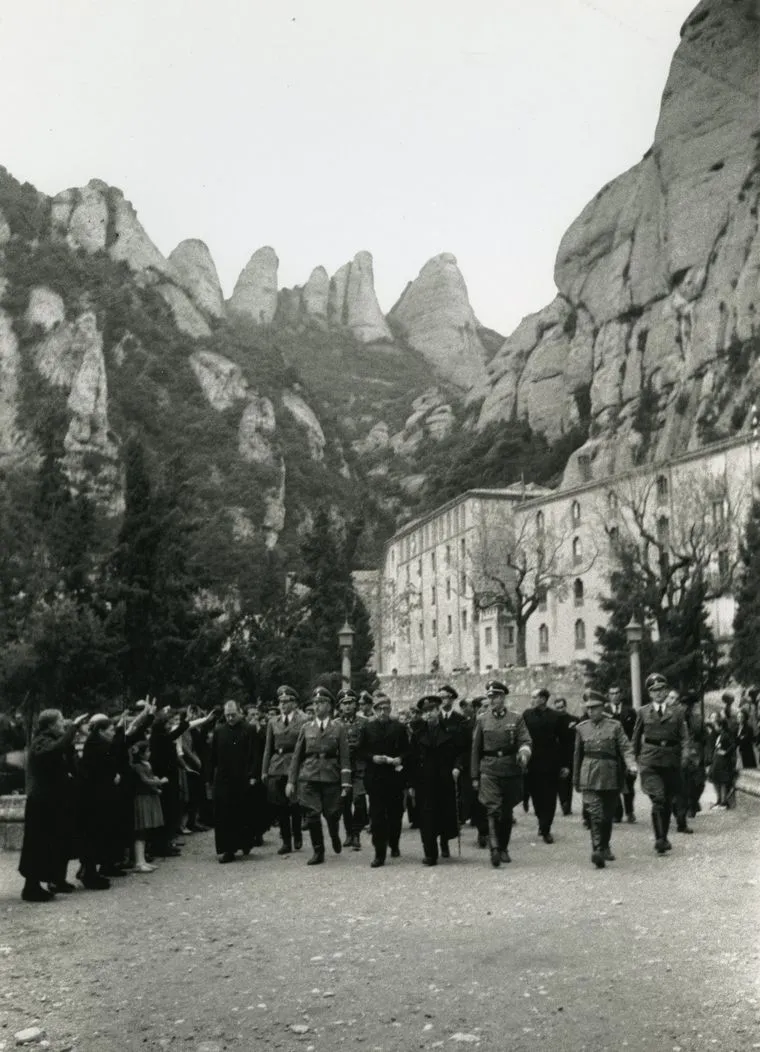
Heinrich Himmler durant la seva visita a l'Abadia de Montserrat

Abans de l'esclat de la guerra civil a Espanya, Catalunya va atreure cert interès per part de l'Itàlia feixista i del Tercer Reich. Després de l'establiment de l'autogovern català l'any 1931, el consolat italià de Barcelona va augmentar les seves activitats per tal d'explorar la possibilitat de crear un moviment feixista a Catalunya des del nacionalisme català, ja que la Itàlia feixista veia la República espanyola com a rival per la seva hegemonia marítima a la Mediterrània. Tanmateix, l'apropament italià al nacionalisme català no va tenir èxit i el govern italià va mostrar més interès per la Falange i els elements conspiradors de l'exèrcit espanyol. Els bombarders italians van ajudar a la bàndol colpista a bombardejar Barcelona i altres localitats catalanes durant la guerra.
Un cop acabada la guerra civil, a Catalunya i en especial a Barcelona, les representacions diplomàtiques alemanya i italiana van tenir una destacada presència durant els primers mesos de la postguerra, degut a l'afinitat política entre la dictadura franquista amb les forces de l'eix. Es va inaugurar un monument en honor als aviadors alemanys de la Legió Còndor, es va celebrar la fira del Llibre Alemany al Paranimf de la Universitat de Barcelona i les visites d'emisaris italians (com Galeazzo Ciano) i alemanys a la ciutat es van fer comuns.
Durant la seva visita a Espanya, el líder de les SS Heinrich Himmler va visitar Barcelona i el Monestir de Montserrat entre el 23 i el 24 d'octubre de 1940. Va ser rebut pel general Orgaz (cap de l'exèrcit espanyol a Catalunya) i la resta d'autoritats de la ciutat.
Un cop començada la Segona Guerra Mundial, Barcelona, sent un dels ports neutrals més importants de la Mediterrània, es va convertir en un punt de trovada d'espies i agents secrets d'ambdós bàndols per la presència d'exiliats i refugiats de la guerra. La ciutat va ser també l'escenari d'alguns intercanvis de presoners de guerra britànics i alemanys.

## Participació catalana al bàndol aliat

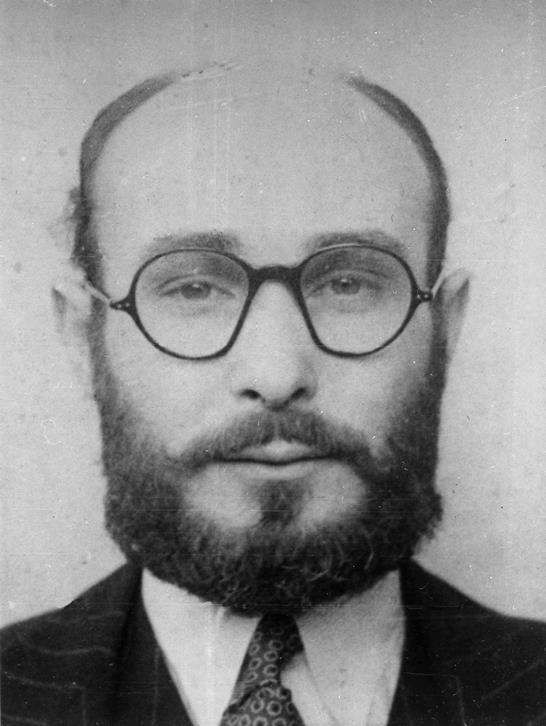
Joan Pujol, "Garbo"

Durant el transcurs de la guerra, molts catalans de diferents ideologies van participar activament en el conflicte, la majoría decantant-se pel bàndol aliat.
El doctor Josep Trueta, exiliat al Regne Unit, va ajudar a organitzar els serveis d'urgències mèdiques britànics al començament del Blitz. Va denunciar la situació de Catalunya a l'Espanya franquista i va escriure The Spirit of Catalonia, un llibre que explicava la història de Catalunya a la societat angloparlant.
També van haver-hi catalans al front oriental lluitant al bàndol soviètic. El militant del PSUC Sebastià Piera va lluitar a diferents escenaris del front com Moscou, Leningrad, Stalingrad i el Caucas, i va dur a terme accions d'espionatje darrere de les línies alemanyes. Un altre català que va lluïtar per la Unió Soviètica fou Francesc Pararols, que sent nomenat coronel de l'exèrcit roig, va conduïr una guerra de guerrilles a Belarús durant l'ocupació nazi d'aquest territori, sabotejant les línies de comunicació alemanyes i col·locant bombes a vies de tren.
A l'Indoxina francesa, hi constància de que el sabadellenc Robert Pujol, juntament amb soldats regulars del Rosselló i l'Alta Cerdanya formaven part de les unitats de l’exèrcit colonial francès que s'enfrontà a la invasió japonesa.
L'any 1944, l'agent doble català Joan Pujol i Garcia (nom en clau "Garbo" pels britànics) va tenir un paper clau en l'èxit de l'operació Fortitude, l'operació d'engany destinada a enganyar als alemanys sobre el moment i la ubicació de la invasió de Normandia el 1944. La informació falsa que Pujol va proporcionar als alemanys va ajudar a persuadir-los que l'atac principal seria al Pas de Calais, de manera que hi van destinar grans forces abans de la invasió. Va ser condecorat per Gran Bretanya i Alemanya, ja que els alemanys mai es van adonar que havien estat enganyats, convertint-se en l'única persona coneguda que va rebre condecoracions d'ambdós bàndols durant la Segona Guerra Mundial.

### Participació catalana a la resistència francesa
L'any 1944, durant l'alliberament de França de l'ocupació alemanya, el Partit Comunista d'Espanya va impulsar l'Operació Reconquista, consistent en una invasió de la Vall d'Aran, al nord-oest de Catalunya, com a primer pas per derrotar la dictadura de Franco. Els maquis van prendre el control de diversos pobles de la vall fins al 27 d'octubre de 1944 però es van veure obligats a retirar-se a França després que Franco enviés reforços per defensar Vielha, la capital aranesa.
Molts catalans van lluïtar i participar en la resistència francesa, alguns d'aquests van ser:
- Muç Miquel (1902-1945);[12]
- Conrad Miret i Musté (1906-1942)
- Josep Miret i Musté (1907-1944)
- Anna Maria Martínez Sagi (1907-2000)
- Teresa Carbó i Comas (1908-2010)
- Manuel Bergès i Arderiu (1910-1942)[13]
- Neus Català i Pallejà (1915-2019)
- Adela Carreras Taurà (1916-1999)
- Sara Berenguer (1919-2010)
- Pepita Carnicer (1920-2011)
- Conxita Grangé i Beleta (1925-2019)[14]